# GeoTIFF
GeoTIFF — вільний стандарт метаданих, що дозволяє записувати інформацію про координати в TIFF файли. До можливої додаткової інформації належать проєкції, координатні системи, еліпсоїди, дані, і подібна інформація, необхідна для точного визначення географічних координат в файлі. Стандарт GeoTIFF повністю сумісний зі стандартом TIFF 6.0. Завдяки цьому, програмне забезпечення може відкривати і переглядати GeoTIFF файли без підтримки цього стандарту.